# Colegio de Estudios Científicos y Tecnológicos del Estado de Hidalgo
El Colegio de Estudios Científicos y Tecnológicos del Estado de Hidalgo (CECyTEH) es una institución de educación media superior distribuida en distintos planteles en el estado de Hidalgo, México.

## Historia
Derivado del Plan Nacional de Desarrollo (1989–1994), se establecía dentro de sus lineamientos generales, que todo aumento adicional a la matrícula educativa debiese atenderse mediante la creación de nuevas entidades educativas que tuviesen el carácter jurídico de “descentralizados”. De esta manera, en 1991 el gobernador de Hidalgo, Adolfo Lugo Verduzco, se aprueba la creación del CECyTE Hidalgo, y se funda el primer plantel en la ciudad de Ixmiquilpan, el 20 de septiembre de 1991.
El 19 de mayo de 1992 la LIV Legislatura del Congreso de Hidalgo, sanciona la creación del CECyTE Hidalgo mediante el decreto n.º 229 con el cual se crea oficialmente; el decreto de referencia es publicada en el diario oficial el día 6 de julio de 1992. Corresponde a la emisión y aprobación de la ley orgánica del CECyTE Hidalgo, fungiendo como presidente del  Congreso del Estado de Hidalgo, Francisco Olvera Ruiz, y como secretario José Marroquín R. y Jesús Friego Calva.
Con la emisión de la ley orgánica, el CECyTE Hidalgo adquiere carácter de “Organismo Público Descentralizado de la Administración Pública Estatal” con personalidad jurídica y patrimonio propio. Congruente con lo establecido en la ley orgánica, el CECyTE Hidalgo, desarrollaría posteriormente la normatividad que regularía en lo sucesivo su actuación como un ente educativo con presencia amplia en el ámbito estatal.

## Oferta educativa
El Colegio de Estudios Científicos y Tecnológicos del Estado de Hidalgo ofrece treinta carreras de grado técnico, cabe señalar que cada plantel no ofrece la totalidad de las carreras. La oferta educativa del Colegio de Estudios Científicos y Tecnológicos del Estado de Hidalgo es:
- Asistencia en Dirección y Control de PYMES
- Asistencia para Personas con Discapacidad y Adultos Mayores
- Construcción
- Diseño Gráfico Digital
- Diseño y Fabricación de Muebles de Madera
- Ecoturismo
- Electricidad
- Fuentes Alternas de Energía
- Gericultura
- Horticultura Sustentable
- Laboratorio Clínico
- Laboratorista Químico
- Mecatrónica
- Preparación de Alimentos y Bebidas
- Procesos de Gestión Administrativa
- Producción Industrial
- Programación
- Puericultura
- Refrigeración y Climatización
- Servicios de Hospedaje
- Sistemas de Manufactura Textil
- Soldadura Industrial
- Soporte y Mantenimiento de Equipo de Cómputo
- Biotecnología
- Minería
- Producción de Prendas de Vestir
- Servicios de Hotelería
- Logística

## Planteles
El Colegio de Estudios Científicos y Tecnológicos del Estado de Hidalgo  cuenta con 42 planteles distribuidos en el territorio hidalguense:
- 1. Acaxochitlán
- 2. Agua Blanca de Iturbide
- 3. Atitalaquia
- 4. Atlapexco
- 5. Atotonilco de Tula
- 6. Calnali
- 7. Chapulhuacán
- 8. Chilcuautla
- 9. Coacuilco (Huejutla de Reyes)
- 10. El Mirador Capula (Ixmiquilpan)
- 11. Epazoyucan
- 12. Tepatepec (Francisco I. Madero)
- 13. Gandhó (Tecozautla)
- 14. Huautla
- 15. Huejutla
- 16. Huichapan
- 17. Ixcatlán (Huejutla de Reyes)
- 18. Ixmiquilpan
- 19. Metropolitano del Valle de México (Tizayuca)
- 20. Metztitlán
- 21. Mineral de la Reforma
- 22. Mineral del Chico
- 23. Omitlán
- 24. Pachuca
- 25. Poxindeje de Morelos (San Salvador)
- 26. San Bartolo Tutotepec
- 27. San Felipe Orizatlán
- 28. Santa Ana de Allende (Chapulhuacán)
- 29. Santiago de Anaya
- 30. Santiago Tulantepec
- 31. Singuilucan
- 32. Tepeapulco
- 33. Tepehuacán
- 34. Tepetitlán
- 35. Tetepango
- 36. Tezontepec de Aldama
- 37. Tizayuca
- 38. Tlanchinol
- 39. Tulancingo
- 40. Zempoala
- 41. Zimapán
- 42. Actopan